# Phimenes squalidum
Phimenes squalidum är en stekelart som först beskrevs av Vecht 1959.  Phimenes squalidum ingår i släktet Phimenes och familjen Eumenidae. Inga underarter finns listade i Catalogue of Life.